# SAP (przedsiębiorstwo)
SAP SE (wcześniej SAP AG, niem. Systeme, Anwendungen und Produkte in der Datenverarbeitung, ang. Systems Applications and Products in Data Processing) – niemieckie przedsiębiorstwo informatyczne założone w 1972 r. z siedzibą w Walldorf w Badenii-Wirtembergii, będące dostawcą oprogramowania biznesowego ERP.

## Produkty
SAP był pionierem w dziedzinie oprogramowania ERP, dzięki czemu uzyskał i utrzymał rolę lidera na rynku. Przez wiele lat głównym produktem SAP był system SAP R/3 (gdzie „R” odnosi się do angielskiego terminu Realtime, a „3” do trójpoziomowej architektury systemu): bazy danych, serwera aplikacji i klienta (SAP GUI, które obecnie uzupełnia SAP GUI for Java).
Poprzednikiem SAP R/3 był system SAP R/2, który oparty był na architekturze typu mainframe.
Ostatnią wersją systemu SAP R/3 była wersja Enterprise 4.70 Extension Set 2.00. Od kilku lat nowe produkty oparte są na platformie SAP NetWeaver i następcą systemu R/3 jest SAP ERP (ERP 6.0).
W ofercie SAP oprócz ERP znajduje się również inne oprogramowanie:
- SAP Business Information Warehouse lub SAP BW – obecnie oferowany jako SAP BI(inne języki);
- SAP Supply Chain Management lub SAP SCM (dawniej APO – Advanced Planner & Optimizer);
  - SAP Supply Chain Event Management SAP SCEM – pozwala zdefiniować specyficzne aspekty procesów gospodarczych takich jak transport i zamówienia; z technicznego punktu widzenia jest on częścią SCM i nie może być wdrażany bez niego;
- SAP Supplier Relationship Management lub SAP SRM;
- SAP Customer Relationship Management lub SAP CRM(inne języki);
- SAP Master Data Management lub SAP MDM(inne języki) (dawne PLM – Product Lifecycle Management).
- SAP Process Orchestration lub SAP PO (dawne SAP PI – Process Integration lub SAP XI – Exchange Infrastructure);
- SAP Enterprise Portal lub SAP EP;
- SAP Human Capital Management lub SAP HCM.

W najnowszych wersjach, większość wymienionych produktów opiera się na tej samej architekturze, którą nazywa się SAP NetWeaver. Wyjątkiem są rozwiązania typu MDM. Częścią platformy Netweaver jest SAP BI (odpowiednik starszego BW), PI (odpowiednik starszego XI) oraz portal, jednakże ich wykorzystanie jest ograniczone do zakresu koniecznego dla wykupionego typu licencji (np. SCM korzysta z funkcji BI).
Oferta SAP została od początku lat 2000. rozszerzona o produkty dla małych i średnich przedsiębiorstw – SAP Business One i SAP Business All-in-One.
Szacuje się, że obecnie na całym świecie jest około 121 000 instalacji produktów SAP używanych przez 47 800 klientów. Produkty SAP są wdrażane przez ponad 1500 firm partnerskich, a korzysta z nich 12 milionów użytkowników w 120 krajach.

## SAP Polska
Rozpoczęcie działalności SAP Polska miało miejsce we wrześniu 1995 roku z siedzibą w Warszawie. To czołowy dostawca aplikacji biznesowych w ramach zintegrowanego systemu informatycznego w Polsce. Od momentu rozpoczęcia działalności SAP Polska, liczba klientów korzystających z dostarczanych rozwiązań przekroczyła 1,5 tys. Ponadto SAP stworzył zaufaną, szeroką sieć partnerską – w programie SAP Partner Edge uczestniczy 50 partnerów.

### Wyróżnienia dla SAP Polska
- Tytuł „Najlepszy Pracodawca” w kategorii „Przedsiębiorstwa duże zatrudniające od 250 do 1000 pracowników”, przyznany przez Aon Hewitt (październik 2017)
- Wyróżnienie tytułem „Business Superbrands 2013/2014” przez Radę Marek Superbrands Polska – przedstawicieli polskiego biznesu, rynku kapitałowego, mediów gospodarczych oraz ekspertów od wizerunku marek biznesowych (2014)
- Tytuł „Najlepszy Pracodawca 2013” w siódmej polskiej edycji Programu Najlepsi Pracodawcy, organizowanego przez Aon Hewitt we współpracy z Harvard Business Review Polska (2013)
- Tytuł Lidera Rynku Systemów ERP, CRM i BI według raportu Computerworld TOP200 (czerwiec 2014)

### SAP Partner Edge
SAP opracował specjalną ofertę programu o nazwie SAP Partner Edge, dzięki któremu przedsiębiorstwa mogą nawiązywać współpracę z SAP SE i rozwijać się w ramach czterech modeli uczestnictwa:
1. Tworzenie rozwiązań (Build) – dla niezależnych partnerów dostarczających oprogramowanie oraz deweloperów aplikacji, którzy tworzą rozwiązania w oparciu o platformę i technologie SAP;
2. Sprzedaż rozwiązań (Sell) – dla pośredników i sprzedawców wdrażających rozwiązania SAP i wspierających klientów zarówno w chmurze, jak i on premise;
3. Usługi powiązane z rozwiązaniami (Service) – dla konsultantów oraz integratorów systemów, nazywanych partnerami serwisowymi SAP, zapewniających strategiczne doradztwo biznesowe;
4. Rozwiązania jako usługa (Run) – dla partnerów outsourcingowych lub dostawców usług hostingu, oferujących rozwiązania SAP w chmurze publicznej i prywatnej.

## Polska Grupa Użytkowników SAP (PGUS)
W kwietniu 2017 roku zostało zarejestrowane stowarzyszenie Polskiej Grupy Użytkowników SAP (PGUS) z siedzibą w Poznaniu. Miesiąc później PGUS zyskała poparcie ze strony SAP Polska Sp. z o.o. (pierwszy oficjalny partner PGUS) w postaci deklaracji aktywnego uczestnictwa w działalności stowarzyszenia.
W lipcu 2017 grupa PGUS została dodana do oficjalnego globalnego katalogu grup SAP SE
Cele PGUS:
- Zbudowanie platformy umożliwiającej nawiązanie kontaktów, wymianę doświadczeń, wiedzy i dobrych praktyk między użytkownikami oraz konsultantami systemów SAP w Polsce.
- Stworzenie jednolitego forum i wspólnej reprezentacji użytkowników, klientów i konsultantów SAP w Polsce. Ułatwienie im komunikacji z dostawcą oprogramowania.
- Ułatwienie SAP rozwoju oprogramowania zgodnie z potrzebami polskich klientów i użytkowników przez aktywny udział w programach takich jak SAP Influence[9].